# Eurypinus nyasae
Eurypinus nyasae is een keversoort uit de familie Mycteridae. De wetenschappelijke naam van de soort is voor het eerst geldig gepubliceerd in 1916 door Champion.